# Acandí
Acandí è un comune della Colombia facente parte del dipartimento di Chocó.
Il centro abitato venne fondato da Concepción Gómez, Fermín Avila, José Piestán, José Garrido e altri coloni nel 1880, mentre l'istituzione del comune è del 5 agosto 1908.